# Matthew Bingley
Matthew Bingley (ur. 16 sierpnia 1971 w Sydney) – australijski piłkarz występujący na pozycji pomocnika.

## Kariera klubowa
Bingley seniorską karierę rozpoczynał w 1989 roku w klubie St. George Saints. W 1991 roku odszedł do Granvile Chile. W 1992 roku trafił zaś do ekipy Marconi Stallions. W 1993 roku zdobył z nim mistrzostwo NSL. W Marconi spędził 5 lat.
W 1997 roku podpisał kontrakt z japońskim Visselem Kobe z J-League. Grał tam przez rok. W trakcie sezonu 1998 Bingley odszedł do JEF United Ichihara. W tym samym roku wrócił do Australii, gdzie został graczem klubu Northern Spirit. Jego barwy reprezentował z kolei przez 3 lata.
W 2001 roku przeszedł do Newcastle Jets z NSL. Pierwszy ligowy mecz zaliczył tam 5 października 2001 roku przeciwko Melbourne Knights (1:0). Po dwóch latach spędzonych w Newcastle, Bingley odszedł do Perth Glory, także grającego w NSL. Zadebiutował tam 28 września 2003 roku w wygranym 3:0 spotkaniu z Melbourne Knights. W Perth grał przez rok.
W 2004 roku wyjechał do Malezji, by grać w tamtejszym Pahang FA. Jednak jeszcze w tym samym roku wrócił do Australii, gdzie został zawodnikiem zespołu Central Coast United z NSW Premier League.
W 2005 roku Bingley przeszedł do Sydney FC z A-League. W tych rozgrywkach zadebiutował 28 sierpnia 2005 roku w zremisowanym 1:1 pojedynku z Melbourne Victory. 2 września 2005 roku w wygranym 3:1 spotkaniu z New Zealand Knights zdobył pierwszą bramkę w A-League. W 2006 roku zdobył z zespołem mistrzostwo A-League. W 2007 roku zakończył karierę.

## Kariera reprezentacyjna
W reprezentacji Australii Bingley zadebiutował 26 września 1993 roku w zremisowanym 1:1 towarzyskim pojedynku z Koreą Południową. 14 lutego 1996 roku w wygranym 3:0 towarzyskim spotkaniu z Japonią strzelił pierwszego gola w kadrze narodowej.
W 1996 roku znalazł się w drużynie na Puchar Narodów Oceanii, którego triumfatorem została właśnie Australia.
W 1997 roku został powołany do kadry na Puchar Konfederacji. Zagrał na nim w obu meczach z Brazylią, w fazie grupowej (0:0) oraz w finale (0:6). Tamten turniej Australia zakończyła na 2. miejscu.
W latach 1993–1997 w drużynie narodowej Bingley rozegrał w sumie 14 spotkań i zdobył 5 bramek.